# Zentrum für Krebsregisterdaten
Das Zentrum für Krebsregisterdaten (ZfKD) am Robert Koch-Institut in Berlin führt die Daten der epidemiologischen Landeskrebsregister auf Bundesebene zusammen. Die Datensätze werden auf ihre Vollständigkeit und ihre Zuverlässigkeit geprüft und länderübergreifend ausgewertet. Die Ergebnisse publiziert das ZfKD regelmäßig in Zusammenarbeit mit Einrichtungen der Länder.

## Ziele
Wesentliches Ziel des Zentrums für Krebsregisterdaten ist es, der wissenschaftlichen Forschung zuverlässige Daten zu Krebserkrankungen in Deutschland zur Verfügung zu stellen und der interessierten Öffentlichkeit das Krebsgeschehen in Deutschland zu beschreiben.

## Aufgaben
Das Zentrum für Krebsregisterdaten …
- prüft die Vollständigkeit und Plausibilität der von den Landeskrebsregistern übermittelten Daten.
- schätzt regelmäßig die Vollzähligkeit der Erkrankungsmeldungen in den Landeskrebsregistern, die ein wesentliches Qualitätskriterium der epidemiologischen Krebsregistrierung ist.
- führt einen bundesweiten Datenabgleich auf der Basis von Kontrollnummern durch, um damit Mehrfachübermittlungen der Landeskrebsregister feststellen und ausschließen zu können.
- schätzt und analysiert regelmäßig die Zahl jährlich neu aufgetretener Krebserkrankungen, sowie Krebserkrankungs-, Krebssterberaten und Überlebensraten. Weitere Indikatoren des Krebsgeschehens, insbesondere Prävalenz, mittlere Erkrankungs- und Sterberisiken sowie deren zeitliche Entwicklung ergänzen die Darstellung.
- stellt Daten zur Evaluation gesundheitspolitischer Maßnahmen bereit, beispielsweise zur Krebsprävention, -früherkennung, -behandlung und -versorgung. Auf Antrag erhalten interessierte Wissenschaftler diese Daten als 'Scientific Use File'.
- veröffentlicht die Ergebnisse und stellt sie auf einer interaktiven Internetplattform bereit.
- verbessert gemeinsam mit den Landeskrebsregistern und mit Unterstützung externer Wissenschaftler kontinuierlich die Methoden und Standards zur einheitlichen Datenerfassung, Datenübermittlung sowie Analyse.
- führt eigene Studien zum Krebsgeschehen durch.
- veröffentlicht gemeinsam mit der Gesellschaft der epidemiologischen Krebsregister e.V. (GEKID) alle zwei Jahre den Bericht „Krebs in Deutschland“ zu Häufigkeiten und Entwicklungen von Krebserkrankungen in Deutschland.
- erstellt alle fünf Jahre einen umfassenden Bericht zum Krebsgeschehen und zu vorrangigen Problemen der Krebsbekämpfung in Deutschland.
- arbeitet in nationalen und internationalen Gremien zur Krebsregistrierung und Krebsepidemiologie mit.

## Struktur
Das Zentrum für Krebsregisterdaten wurde im Januar 2010 in der Abteilung Epidemiologie und Gesundheitsberichterstattung im Robert Koch-Institut eingerichtet. Es setzt die Arbeit der „Dachdokumentation Krebs“ mit erweitertem Aufgabenspektrum fort. Die Arbeit des ZfKD wird von einem Beirat mit einer Geschäftsstelle am Robert Koch-Institut begleitet.

## Gesetzliche Grundlage
Das Zentrum für Krebsregisterdaten setzt die im Bundeskrebsregisterdatengesetz (BKRG 2009) definierten Aufgaben um.

## Aktuelle Publikationen
Seit dem Jahr 2010 wurden folgende Broschüren und Beiträge zum Krebsgeschehen in Deutschland veröffentlicht:
- Krebs in Deutschland 2011/2012.
- Verbreitung von Krebserkrankungen in Deutschland. Entwicklung der Prävalenzen zwischen 1990 und 2010 (RKI 2010)
- Beitrag im BMC Cancer: „German cancer statistics 2004 (RKI 2010)“